# Callicebus torquatus lugens
La viudita o socayo negro (Callicebus torquatus lugens) es una subespecie del primate platirrino de la familia Pitheciidae Callicebus torquatus, que habita en Sudamérica.

## Nombre y etimología
Utilizado por primera vez por Humboldt en 1812, Calicebus torquatus lugens  proviene del latín kali (“bonito”), cebus (“mono)” y torquatus (“adornado con collar”). En ese momento Humboldt registró como nombre común “viuda” o “viudita”, dado su color oscuro, cara con facciones humanas, manchas blancas en el cuello y manos usualmente blancas. Actualmente este nombre común es utilizado en el este de Colombia en los departamentos de Vichada, Vaupés y Guainía), en Colombia también se le conoce por otros nombres comunes como macaco en los departamentos de Caquetá y Putumayo, tocon en las regiones aledañas al río amazonas y zogui-zogui en el trapecio colombiano de origen brasileño. Algunas tribus indígenas lo conoces como agu (nukak), podso (andoke) y cof (macu).
El nombre de este individuo muchas veces cambia dependiendo del autor, ya que al ser considerado como especie se llama Calicebus lugens, mientras que al ser considera como subespecie de Calicebus torquatus es llamado Calicebus t. lugens, sin embargo el epíteto lugens ya pertenece a un primate brasilero, por lo que se considera se podría dar un nuevo epíteto al taxón Colombiano.

## Taxonomía y filogenia
La clasificación como especie o subespecie es ampliamente debatida. Bueno y Defler argumentan que fenotípicamente C .t.  lugens y  C. t. lucifer no son diferenciables, además consideran que C.t. Lucifer es cromosómicamente igual a las demás subespecies de C. torquatus (excluyendo la población encontrada por R. Staynon et al. n=16) por lo que no debe ser considerado como una especie aparte. Hernández-Camacho y Cooper consideran que C. t. lugens y C. t. lucifer no son dos taxones diferentes. Van Roosmalen et al. Eleva todas las subespecies a especies basándose en el hallazgo de Bonvicino et al.: una población de C. t. lugens que presentó una identidad careológica nueva de 2n=16 en la rivera del río Negro, este dato, proporciona información de que al menos existen dos especies dentro del grupo de C. torquatus, ya que los demás taxones censados hasta el momento poseen 2n=20.
La población encontrada en la rivera del río Negro representa el grupo de primates con menor número cromosómico reportado, además de estar también entre los mamíferos con menor número de cromosomas.

### Comunicación
La comunicación se da entre individuos pertenecientes al mismo grupo o entre individuos de diferentes grupos, la comunicación entre grupos se da a través de largos llamados con intervalos de 30 a 90 segundos durante 15 a 30 minutos, los llamados entre individuos del mismo grupo son más cortos y más suaves, usualmente se dan al amanecer y cuando hay disturbios en el grupo (registros de disturbios ocasionados por Cebús); estos llamados presentan intervalos de 1 a 2 minutos, se ha registrado que algunas veces los llamados de localización de los individuos del grupo realizados por la pareja de adultos se lleva a cabo mientras estos tienen sus colas entrelazadas, también se ha encontrado que los llamados son realizados acorde la edad de los individuos, donde el infante realiza menos llamados que los subadultos.
No se tiene registro de interacciones físicas entre grupos, y los momentos de comunicación entre estos solo se han registrado en los lugares donde sus territorios se sobrelapan o se limitan. Mientras hay cercanías entre los grupos los miembros de cada uno de estos realiza actividades como descansar o comer siempre y cuando los miembros del otro grupo puedan ser observados, cuando los miembros de un grupo se alejan del otro usualmente se dirigen al centro de su territorio.

### Patrones de actividad y postura
Los patrones de actividad reportados más importantes son: 60% descanso, 20% locomoción, 16% alimentación, 3% acicalamiento, 1% jugando y 0.36% de vocalización. (Estos valores son valores aproximados a los valores reportados por Easley y Palacios & Rodríguez)
Estos primates son clasificados como aquellos que se “cuelgan y saltan” con patrones de postura de 74.8 % sentados,  19.3 descansando, 3.7% agarrados verticalmente, 0.9% colgando suspendido de las patas traseras, 0.8% agarrándose horizontalmente y 0.8% parados.

### Componente cromosómico
Estudios realizados por Bonvicino et al. mostraron que C. t. lugens es el primate con el menor número diploide de cromosomas reportado, con 2n=16, este número cromosómico no solo es atípico para los primates, también lo es para el género Callicebus, ya que dentro de estos existe un amplio rango cromosomal (2n=50 a 2n=16), la reducción cromosomal se atribuye a reajustes de los mismos, los cuales presentan diferente número de señales de asociaciones: los cromosomas 10 y 16 presentan 4 señales de hibridación, los cromosomas 1, 2 y 3 presentan tres señales, los cromosomas 6, 7, 8, 11, 15, 19, 22 muestran dos señales, mientras que los cromosomas 4,5, 9, 12, 13, 14, 17, 18, 20, 21 y X son los que presentan mayor número de sintenia, estos valores fueron determinados comparando cariotipos humanos con cariotipos de C. t. lugens. Comparando con el cariotipo ancestral de los platyrrhini se muestra que el cariotipo de los C. t. lugens es uno de los más derivados dentro de los primates del nuevo mundo, también se demuestra que el arreglo predominante es la fusión (la cual redujo el número de cromosomas), sin embargo las fisiones e inversiones también fueron importantes en la formación de los nuevos cromosomas, también hay que tener en cuenta que no todas las asociaciones cromosomales son nuevas para el cariotipo de C. t. lugens, análisis demuestran que aproximadamente 2 asociaciones son comunes en todos los mamíferos y 4 asociaciones son comunes en todos los platyrrhini.

## Anatomía y fisiología
El cuerpo poseen una longitud de 290 a 390 mm con una cola de 350 a 400mm, un peso de 1400 a 1722 g, este está cubierto completamente por pelaje negro o pardo en todo el cuerpo, además posee algunas regiones del pelaje de color castaño o rojizo, no poseen dimorfismo sexual (solamente los caninos son ligeramente más largos en los machos que en las hembras), son animales que recorren largas distancias diarias: entre 807.2 y 819.4m aproximadamente.

## Distribución geográfica y hábitat
La distribución actualmente conocida va desde el sur del río Tomo en el departamento de Vichada, Colombia; hasta el noreste del departamento del Amazonas, también colombiano, aunque su presencia al norte del río vichada se considera excepcional, fuera de Colombia se encuentra en la amazonia peruana y ecuatoriana y en el sur de Venezuela, además de toda la ribera del río Negro en Brasil (distribución fuera de Colombia debe ser confirmada con cariotipos), la región de distribución pertenece según la clasificación climática de Köppen (1936) a la selva ecuatorial(AF) y a la sabana tropical periódicamente húmeda(AW). Usualmente se encuentran en los bosques de galería no inundables, se pueden encontrar entre 5 y 8 grupos por km² y cada uno de estos ocupando un área aproximada de 14.2 ha, los territorios de distribución se pueden solapar con otras especies de primates y con otros grupos de C. t. lugens , sin embargo se ha encontrado que las aéreas de solapamiento entre C.t. lugens no superan las 2 ha.

## Comportamiento
Son primates monogámicos, lo cual se puede justificar en las fuertes evidencias de afectividad presente entre la pareja de adultos de cada grupo, tales como acicalamiento y cercanía física, los ciclos sexuales duran 16 días en los cuales las hembras asumen características físicas y comportamentales en preparación para el apareamiento, después del nacimiento de las crías el macho se encarga de cargar al infante mientras este adquiere libre motilidad. 
Las vocalizaciones que emiten estos primates les permiten identificar género e inclusive el individuo producen las vocalizaciones, lo cual les permite distinguir una grabación de una vocalización en vivo, las vocalizaciones entre diferentes grupos les permiten defender su territorio (estas se consideran de las más complejas), e interactuar entre ellos de manera pacífica; complementando las vocalizaciones entre parejas y recorriendo grandes distancias mientras complementan sus vocalizaciones, también se ha encontrado que las vocalizaciones de individuos solitarios o flotantes hace que los grupos se desplacen de su territorio. Las vocalizaciones se pueden clasificar en 4: Dueto matutino; la cual es realizada para comunicar a otros grupos la presencia de un grupo en el territorio, Pio de peligro; utilizada para comunicar peligro a los demás miembros del grupo, Ronroneo;  utilizado para comunicar alguna necesidad a los demás miembros del grupo, Gruñido Ronco; el cual es característico de los jóvenes e infantes para comunicarse con los adultos, Gruñido de juego; producido mientras los individuos juegan, Chillido agudo; expresa disgusto o riña entre individuos del grupo y por último el ladrido; el cual es emitido cuando se detecta la presencia de primates de mayor tamaño.

### Dieta
La dieta de estos primates está compuesta por:
- Frutas (59.4%); De las cuales prefieren la pula (mesocarpio y el pericarpio), las frutas más consumidas pertenecen a las familias Moraceae (8 sp), Myristicaceae (7 sp), Arecaceae (4 sp), Chrysobalanaceae (4 sp), Euphorbiaceae (4 sp) y Annonaceae(3 sp).
- Semilla (26.9%)
- Hojas (6.4%) de las cuales prefieren las inmaduras a las maduras y aquellas que son de árboles y no de lianas u otras.
- Flores (3.9%); las cuales seleccionan cuidadosamente y solo se ha reportado que consuman de dos especies: ''Anaxagorea brachycarpa (Anonaceae) y Heterostemon conjugatus(Caesalpiniaceae), esta última representa el 90% de las flores consumidas.
- Arañas e insectos (3.4%); de estas, la mayoría son hormigas pertenecientes a las especies Cephalotes atratus y Ectatomma tuberculatum, el resto de insectos son ocasionales tales como pupas, coleópteros, ortópteros e himenópteros.[14]

También se tiene el reporte local del consumo de algunas arañas grandes y un género de lagartos (Anolis), los estudios realizados demuestran que prefieren alimentarse de árboles mayores a 15m y con una corona de gran diámetro, esto se puede relacionar con el su habito. Además se ha encontrado que trazan “núcleos” de alimentación en el cual producen la mayoría de vocalizaciones relacionadas con alimentación. Dentro de los patrones anuales de alimentación se encontró que durante el mes de octubre se alimentan mayormente se semillas).
Un análisis de los compuestos bioquímicos de los frutos y semillas más consumidos demostró que los frutos poseían un alto contenido de carbohidratos y grasas, mientras que las semillas poseían un bajo contenido de grasas y podían ser utilizadas como fuente alternativa de proteína durante el periodo del efecto de cuello de botella en la región amazónica, esto permite clasificarlos como Frugívoros-Granívoros, esta clasificación es acorde a la filogenia propuesta por Rosenberger et al, donde los géneros Pithecia, Chiropotes y Cacajao, pertenecientes a la subfamilia Pitheciinae son un taxón hermano de la subfamilia Callicebinae, subfamilia a la cual pertenece C. t. lugens, también es acorde con la filogenia propuesta por Scheneider et al basada en secuencias moleculares que ubica a Callicebus como el clado basal de los Pithecines.

### Organización Social
Los grupos están compuestos por 3 a 5 individuos usualmente, aunque existen reportes de grupos de  6 individuos hechos por L.E. Miller. Estos grupos tienden a variar constantemente de número de individuos, ya que muchos (usualmente adultos) salen del grupo y andar en solitario, se han encontrado diferentes periodos de dispersión de los individuos migrantes, razón por la cual no se ha logrado determinar un patrón de migración, sin embargo se han recolectados datos que demuestran que la mayoría de las migraciones se dan entre 2 a 4 meses previos al nacimiento de las crías, dentro de algunos grupos se ha encontrado que los individuos salen de estos para integrarse en otros que los “adopten” temporalmente, este comportamiento se atribuye al poco espacio disponible para formar nuevos grupos o territorios.

### Reproducción
Se han reportado diferentes periodos de nacimiento: entre octubre y enero y noviembre y marzo, sin embargo la mayoría de nacimientos se dan en enero, curiosamente en esta misma época nacen las crías de Callicebus Moloch el cual comparte hábitat con C. t. lugens al norte de vichada. Estos periodos de nacimiento pueden estar sujetos a las condiciones climáticas, ya que esta temporada se presentan dos fenómenos ambientales: le temporada seca y el fenómeno conocido como cuello de botella, donde la cantidad de alimento disponible disminuye considerablemente.

## Depredadores
Su interacción con otras especies es limitada, se ha encontrado que evitan contacto con Lagothrix lagothricha, Cebus apella y Saimir sciureus, lo mismo ocurre con aves rapaces. Ya que especies como Felis weidii (tigrillo) y Spizaetus ornatus (águila crestuda real) son depredadoras de este.

## Interacciones Humanas y Conservación
En Colombia este primate se encuentra protegido en el Parque Nacional Chiribiquete, Parque Nacional el Tuparro y las reservas biológicas Nukak y Puinawai, según las clasificación de IUCN (Union internacional de la conservación de la naturaleza) se encuentra como LR/LC (lowest risk/least concern), esto indica que no se encuentra en riesgo o es una especie de menor preocupación, sin embargo esta especie está amenazada en aquellos lugares donde su hábitat no se encuentra protegida debido a la deforestación o la colonización humana, debido a que no acostumbran interactuar con estos. También está amenazado por la caza ilegal para uso como mascota y alimento, este último es más común en las tribus indígenas.